# بحران خطوط راه‌آهن
بحران خطوط راه‌آهن یک نمونه از نوعی حباب بازار سهام در بریتانیا در دهه ۱۸۴۰ است که یک الگوی عادی را دنبال می‌کرد: همین‌طور که قیمت سهام راه‌آهن افزایش یافت پول بیشتری توسط سفته بازان پرداخت شد تا زمانی که یک سقوط اجتناب ناپذیر رخ داد که در سال ۱۸۴۶ به اوج خود رسید، زمانی که قانونی در مجلس با ۲۷۲ رأی تصویب شد تا شرکت‌های راه‌آهن جدید راه‌اندازی شوند و در خواست ۹۵۰۰ مایل (۱۵۳۰۰ کیلومتر) خط راه‌آهن جدید داده شد. حدود یک سوم از راه‌آهنهای مجاز هرگز ساخته نشد. شرکت همچنین به خاطر برنامه‌های ضعیف سقوط کرد ویا توسط یک شرکت رقیب بزرگتر که قبلاً خط راه‌آهن خود را ساخته بود، تحصیل شد ویا به یک شرکت جعلی برای جمع کردن پول سرمایه‌گذاران در یک کسب وکار دیگر تبدیل شد. همچنین بحران خطوط راه‌آهن سرانجام به یک ضربه در اقتصاد انگلیس در طولانی مدت تبدیل شد.

## دلایل
بریتانیا برای اولین بار راه‌آهن بین شهری مدرن را شناخت. خط لیورپول و منچستر (The L&M) در ۱۸۳۰ باز شد و ثابت کرد که موفقیت بالایی برای انتقال هم مسافران و هم بار دارد. در اواخر ۱۸۳۰ و اوایل ۱۸۴۰ حرکت اقتصاد بریتانیا کند شد. نرخ بهره صورتی نسبت به اوراق قرضه دولتی جذابیت بیشتری برای سرمایه‌گذاری داشت. منبع اصلی سرمایه‌گذاری در آن زمان و شرایط سیاسی و ناآرامی اجتماعی، بانها و شرکت‌ها را از سرمایه‌گذاری عظیم که برای ساخت راه‌آهن احتیاج بود، منصرف کرد. هزینه ساخت The L&M، ۶۳۷۰۰۰$ معادل £۵۴٬۶۸۰٬۰۰۰ امروز است.

نگاره کار اِی. بی. کلِیتِن که در آن گشایش خط آهن لیورپول و منچستر به نمایش کشیده شده‌است.

در اواسط دهه ۱۸۴۰، اقتصاد به صورت وسیعی پیشرفت کرد و صنایع کارخانه‌ای دوباره رشد کردند. بانک مرکزی انگلیس نرخ‌های بهره را کم کرد و در نتیجه سرمایه‌گذاری روی اوراق قرضه دولتی کمتر جذاب شد و سهام کمپانی‌های راه‌آهن موجود شروع به رشد کردند همان‌طور که حجم زیادی از مردم و محموله‌ها را جابه‌جا می‌کردند و مردم را به سرمایه‌گذاری در خطوط جدید راه‌آهن تشویق کردند.
به‌طور قطع سرمایه‌گذاران بیشتری در کسب و کار بریتانیایی وجود داشتند. انقلاب صنعتی یک طبقه جدید متوسط زیادی را به‌طور چشمگیری ایجاد کرد. این در حالی بود که کسب و کارهای تازه تأسیس پرمخاطره بر روی تعداد کمی از بانک‌ها و صاحبان کسب وکار و طبقه ثروتمندان برای سرمایه‌گذاری، تکیه داشتند. در ۱۸۲۵ دولت لایحه حبابی (bubble act) را باطل کرد (یک قانون بود که پارلمان بریتانیای کبیر بود که همه شرکت‌های سهامی را که توسط امتیاز خانواده سلطنتی مجاز دانسته نمی‌شدند، منع می‌کرد؛ بعد از آن فاجعه حباب دریای جنوب در ۱۷۲۰ رخ داد و محدودیت‌هایی در ترکیب کسب و کارهای پرمخاطره جدید قرار داده بود که مهم ترینش محدودیت‌هایی برای شرکت‌های سهامی مشترک قرار داده شد که می‌توانند حداکثر تا ۵ سرمایه‌گذار جداگانه داشته باشند. با این محدودیت‌های حذف شده هر کسی می‌توانست بر روی شرکت‌های جدید و خط راه‌آهنها که به‌طور چشمگیری از یک کسب و کار مخاطره‌آمیز با احتمال شکست ارتقاء داده می‌شدند، سرمایه‌گذاری کند. رسانه‌های جدید مانند روزنامه‌ها و ظهور بازار سرمایه جدید کار شرکت‌ها را راحت‌تر کرد تا خودرا توسعه دهند و ابزار را برای سرمایه‌گذاری عمومی همگان تأمین کنند. سهام می‌توانست با یک سپرده ۱۰ درصدی و با داشتن حق فراخوانی باقی‌مانده در هر لحظه، توسط شرکت راه‌آهن خریداری شود. شرکت‌های راه‌آهن به‌طور چشمگیری از یک کسب و کار ریسکی با احتمال شکست ارتقاء یافتند، به گونه‌ای که هزاران سرمایه‌گذار با درامدهای متوسط مقادیر زیادی از سهام شان را خریدند در حالیکه فقط قادر بودند مقدار سپرده اولیه را تأمین کنند. خانواده‌های زیادی همه پس‌اندازهای خودشان را در شرکت‌های راه‌آهن آینده دار سرمایه‌گذاری کردند و وقتی حباب فرو ریخت، خیلی از آن‌ها همه چیزشان را از دست دادند و شرکت‌ها برای مبالغ باقی‌مانده قابل پرداختشان فراخوانده شدند.
دولت بریتانیا تقریباً به‌طور کامل سیستم Laissez-faire (رویکردی اقتصادی‌است که طبق آن تراکنش میان افراد، می‌بایست خالی از هرگونه دخالت حکومت باشد. از این روست که لسه فر از مبانی فکری اقتصاد آزاد و لیبرالیسم کلاسیک محسوب می‌شود. (لفظ لسه فر به معنی «بگذار بروند» است) را توسعه داد، که هیچ قانونی در صنعت راه‌آهن وجود نداشت. شرکت‌های راه‌آهن باید یک رسید از مجلس دریافت می‌کردند برای بدست آوردن حق تسلط روی زمینی که می‌خواستند خط احداث کنند که نیاز بود مسیر درخواستی برای خط راه‌آهن به تأیید برسد، اما محدودیتی در تعداد شرکت‌ها و بررسی‌های واقعی برای امکان‌سنجی مالی خطی نبود. هرکسی می‌توانست یک شرکت تشکیل دهد و سرمایه‌گذاری انجام دهدو یک رسید تأیید از پارلمان دریافت کند. چون تعدادی از اعضای پارلمان سرمایه‌گذاری سنگینی در این طرح‌ها انجام داده بودند، کمتر پیش می‌آمد که یک رسید تأیید نشود. در خلال اوج بحران در سال ۱۸۴۶، اگر چه پارلمان طرح‌هایی را که پرهیاهو و گمراه‌کننده یا غیرقابل ساخت بودند را رد می‌کردند. در اوج بحران چندین طرح بود که معلق بود برای راه‌آهن‌های مستقیم که در مقیاس بزرگ بودند. خطوط مستقیم که از بخش‌های حاشیه‌ای کشور عبور می‌کردندو مشکلاتی در ساختشان وجود داشت و تقریباً برای واگنهای قطار غیرممکن بود که در آنجا کار کنند.
یکسری آدمهای با نفوذ مانند George Hudson، با ادغام شرکت‌های کوچک راه‌آهن و مسیرهای عقلانی مسیرهایی را در شمال و مرکز کشور گسترش دادند. او همچنین یک عضو پارلمان بود اما سرانجام با توجه به شیوه‌های کلاه‌برداری خود مثلاً در در پرداخت سود تقسیمی از سرمایه، شکست خورد.

## پایان بحران
مانند دیگر حبابها، بحران خط راه‌آهن یک چرخه خود ترویج بود که بر پایه خوش‌بینی محض سفته بازان بود. همان‌طور که ۱۰ها شرکت شکل گرفتند؛ شروع به کار کردند و مشکلات ادامه کارشان به سادگی نمایان شد. سرمایه گذاران متوجه شدند که خطوط راه‌آهن پر سود نیستند و سرمایه‌گذاران شروع به فهمیدن این موضوع کردند که همه خطوط راه‌آهن آنقدر هم پرمنفعت و ساده برای ساختن نبودند. به همراه این موضوع، در اواخر۱۸۴۵ بانک مرکزی انگلیس نرخ بهره را برقرار کرد. همان‌طور که بانک‌ها شروع به سرمایه‌گذاری مجدد در اوراق قرضه کردند، جریان پول از صنعت راه‌آهن شروع به خارج شدن کرد و قیمت سهام خطوط راه‌آهن با سرعت کمتری رشد کردند و بعد هم به یک برابری رسیدند. همان‌طور که قیمت سهام شروع به پایین آمدن کرد، سرمایه‌گذاری تقریباً یک شبه متوقف شد. شرکت‌های بی‌شماری بدون پشتوانه مالی گذاشته شدندو سرمایه‌گذاران بی‌شماری هیچ چشم‌اندازی برای برگشت سرمایه‌هاشان نداشتند. شرکت‌های بزرگتر راه‌آهن مانند the Great Western Railway و the nascent Midland شروع به خرید خطوط شکست خورده ولی استراتژیک برای گسترش شبکه خود کردند. این خطوط در یک درصدی از قیمت واقعی شان می‌توانستند خرید شوند همان‌طور که یک انتخاب داده شده بودند بین پیشنهاد زیر قیمت برای سهامدارانش یا اینکه همه سرمایه‌گذاریشان را سهامداران از دست بدهند. سهامداران به‌طور طبیعی اولی را انتخاب می‌کردند.

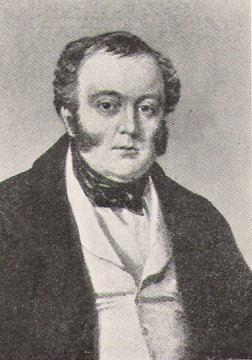
George Hudson

تعداد زیادی از طبقه متوسط جامعه با درآمدهای متوسط، همه پس‌اندازهای خودشان را در طول دوره بحران که در شرکت‌های جدید بود را از دست دادند و وقتی سفته بازی فروریخت همه چیزشان را از دست دادند.
چرخه رونق و رکود در بریتانیای در ابتدای صنعتی شدن هنوز تأثیرگذار بود. رونق اقتصادی بعد از شرایطی که بحران خط راه‌آهن ایجاد کرده بود شروع به سرد شدن کرد و سپس کاهش یافت. در اواخر دهه۱۸۴۰ و ابتدای ۱۸۵۰ تعدادی از شرکت‌های جدید راه‌آهن تقریباً همه چیز خود را از دست دادند و فقط خطوط جدید که توسط شرکت‌های بزرگ ساخته می‌شدند، باقی ماند. اقتصاد در دهه ۱۸۵۰ و ۱۸۶۰ رو به ترقی نهاد و جهشی کوچک در ساخت راه‌آهن به وجود آمد اما هرگز و در هیچ جا به نزدیکی مقیاس بحران هم دست پیدا نکرد که تا اندازه‌ای به خاطر تفکر کنترلی دولت بود و تا قسمتی هم به خاطر احتیاط سرمایه‌گذاران و همین‌طور به دلیل اینکه شبکه خط راه‌آهن انگلیس به یک بلوغ و گستردگی رسیده بود.

## نتایج
برعکس تعدادی از حبابهای بازار سهام، این حباب یک نتیجه برای همه سرمایه‌گذاران داشت: اینکه گستردگی زیاد در سیستم ریلی بریتانیا اگر چه شاید هزینه زیادی دربرداشت، در میان تعداد زیادی از طرح‌های اجرا نشدنی، جاه طلبانه و صرفاً کلاه‌برداری که در خلال بحران گسترش یافت، تعدادی خطوط اصلی سودمند (مهم ترینش the Great Northern Railway و the transPennine Woodhead route) و خطوط باری مهم هم اجرا شدند (مانند قسمت‌های بزرگی که در the North Eastern Railway) اتفاق افتاد. این پروژه‌ها به مقادیر زیادی از سرمایه احتیاج داشتند که باید توسط شرکت‌های خصوصی توسعه می‌یافتند. جنون سفته بازی در طی بحران، نسبت به گذشته ویا در سال‌های بعدتر آن، مردم را بیشتر مشتاق کرد که در ساخت تعداد بیشتری خط راه‌آهن سرمایه‌گذاری کنند. حتی تعداد زیادی از خطوط وقتی که سقوط مشخص شد؛ شکست خورده بودند، در دستان شرکت‌های بزرگتر بودند که توسط آن‌ها خریداری شده بود. همه ۶۲۲۰ مایل خط راه‌آهن به عنوان نتیجه پروژه‌هایی که مجاز بودند بین سال‌های ۱۸۴۴ تا ۱۸۴۶ساخته شد، در مقایسه با کل مسیرهای پیموده شده در شبکه خطوط راه‌آهن بریتانیا که ۱۱۰۰۰ مایل است (18,000 km)

## مقایسه‌ها
بحران خط راه‌آهن و بحران کانال (زمان ساخته شدن کانال بین ولز و انگلیس به وجود آمد و بحران سفته بازی را به وجود آورد) می‌توانند مقایسه شوند با یک بحران مشابه در سال ۱۹۹۰ که برای سهام شرکت‌های مخابراتی اتفاق افتاد. بحران مخابرات در نتیجه نصب و گسترش حجم زیادی خطوط ارتباطی زیر ساختی فیبر نوری اتفاق افتاد. باز هم جهش اقتصادی دیگری درخلال گسترش اینترنت در سال‌های ۱۹۹۵–۲۰۰۰ اتفاق افتاد، وقتی شرکت‌های زیادی برای ارتقاء سرویس‌های جدید روی گسترش شبکه اینترنت تأسیس شدند. حباب دات کام خیلی زود ریزش کرد؛ اگرچه بعضی شرکت‌ها مانند گوگل رشد پیدا کردند و رونق یافتند. آخرین حبابی که ترکید، حباب اعتباری خانه‌دار شدن بود که در سال ۲۰۰۷/۲۰۰۸ ریزش کرد اگر چه هنوز این حباب در بخش‌هایی از لندن آشکار است.